# Liste der Baudenkmäler in Niederschönenfeld
Auf dieser Seite sind die Baudenkmäler in der schwäbischen Gemeinde Niederschönenfeld zusammengestellt. Diese Tabelle ist eine Teilliste der Liste der Baudenkmäler in Bayern. Grundlage ist die Bayerische Denkmalliste, die auf Basis des Bayerischen Denkmalschutzgesetzes vom 1. Oktober 1973 erstmals erstellt wurde und seither durch das Bayerische Landesamt für Denkmalpflege geführt wird. Die folgenden Angaben ersetzen nicht die rechtsverbindliche Auskunft der Denkmalschutzbehörde.
 Diese Liste gibt den Fortschreibungsstand vom 3. März 2021 wieder und enthält 10 Baudenkmäler.

## Baudenkmäler nach Ortsteilen

### Niederschönenfeld
| Lage                                                                | Objekt                                                                             | Beschreibung | Akten-Nr.     | Bild                                     |
| ------------------------------------------------------------------- | ---------------------------------------------------------------------------------- | --- | ------------- | ---------------------------------------- |
| Abteistraße 18 (Standort)                                           | Gasthaus                                                                           | zweigeschossiger Bau mit Halbwalmdach, im Kern 2. Hälfte 17. Jahrhundert, umgebaut im 1. Drittel 19. Jahrhundert, modern überformt. | D-7-79-192-1  | Gasthaus                                 |
| Abteistraße 19 (Standort)                                           | Denkmal                                                                            | Monument für den Klostergründer Berthold von Lechsgmünd, auf klassizistischem Pfeiler ein geschweifter Aufsatz mit der Figurengruppe der hl. Familie, nach Mitte 17. Jahrhundert, Pfeiler erneuert, bezeichnet 1774, Sockel, bezeichnet 1901. | D-7-79-192-3  | Denkmal                                  |
| Abteistraße 19 (Standort)                                           | Katholische Pfarrkirche Mariä Himmelfahrt, ehemals Zisterzienserinnenklosterkirche | in den Nordflügel des ehemaligen Klosters eingestellt, dreischiffige Pfeilerbasilika mit eingezogenem, dreiseitig geschlossenem Chor und Seitenkapellen in den Chorwinkeln, westlich reich gegliedertes Turmpaar mit Achteckaufsätzen und Zwiebelhauben, Äußeres nach zisterziensischer Art schmucklos bis auf die mit Ecklisenen und Profilgesimsen gegliederten Türme, äußeres des Kirchenbaus ansonsten schmucklos, im Kern romanische Anlage des 13. Jahrhunderts, Wiederherstellung nach den Plänen von Konstantin Pader (um 1605–1681), unter Verwendung spätromanischer Bauteile; mit Ausstattung. | D-7-79-192-2  | weitere Bilder                           |
| Abteistraße 20 (Standort)                                           | Ehemals Gasthaus                                                                   | zweigeschossiger Satteldachbau mit Giebelaufsatz, 17./18. Jahrhundert, innen und rückseitig verändert | D-7-79-192-4  | Ehemals Gasthaus                         |
| Abteistraße 21; Feldheimer Straße 1; Feldheimer Straße 3 (Standort) | Ehemaliges Zisterzienserinnenkloster, jetzt Justizvollzugsanstalt                  | Aus ehemaligem Konventbau und Ökonomietrakt bestehender mehrteiliger Gebäudekomplex: Konventbau, zweigeschossiges Geviert zusammen mit der ehemaligen Klosterkirche (siehe Abteistraße 19) mit Lisenen- und Gesimsgliederung, Eingangstrakt mit übergiebeltem Flacherker im Nordwesten und wohl ehemals offenen Arkaden im Kreuzgang, von Konstantin Pader, 1658–1674; Katholische Anstaltskirche Hl. Kreuz, ehemals Wallfahrts- und Klosterkapelle mit reich gegliederter risalitartig vortretender Westfassade mit einläufiger Treppe, Erker und geschweiftem Giebel, nach Plänen von Konstantin Pader, 1659–62; mit Ausstattung; Ehemalige Klosterökonomie und Remise, jetzt Verwaltungs- und Spitalbau, zweigeschossiger, gewinkelter Satteldachbau mit wohl ehemals offenen Arkaden und Schweifgiebel mit Pilaster- und Gesimsgliederung, von Konstantin Pader, um 1660; Zellenbau, dreigeschossiger, dreiflügeliger Walmdachbau mit übergiebeltem Mittelrisalit, 1898–1900., Erweiterung des mittleren Flügels, 20. Jahrhundert; Reste der historischen Klostermauer, 17. Jahrhundert, im 20. Jahrhundert teils erhöht. | D-7-79-192-5  | weitere Bilder                           |
| Abteistraße 23 (Standort)                                           | Ehemalige Klosterstallung                                                          | zweigeschossiger Walmdachbau mit Stadelteil, im Kern 18. Jahrhundert, 1924 und später verändert. | D-7-79-192-10 | Ehemalige Klosterstallung                |
| Feldheimer Straße 3 (Standort)                                      | Ehemaliges Torhaus, dann Kleinbauernhaus                                           | zweigeschossiger Satteldachbau mit anschließendem erdgeschossigen Gebäudeteil mit Satteldach, im Kern 1446 (bezeichnet), im 17. Jahrhundert verändert. | D-7-79-192-6  | Ehemaliges Torhaus, dann Kleinbauernhaus |

### Feldheim
| Lage                       | Objekt                            | Beschreibung | Akten-Nr.    | Bild                    |
| -------------------------- | --------------------------------- | --- | ------------ | ----------------------- |
| Gartenstraße 29 (Standort) | Sogenannter Parallelhof           | Hauptbau, zweigeschossiger Satteldachbau mit Stuckornamenten, durch einen erdgeschossigen Quertrakt mit der ehemaligen erdgeschossigen Stallscheune mit Satteldach und Giebelgesims verbunden, nach Mitte 19. Jahrhundert, Stallscheune ausgebaut und stark modernisiert.                                                               | D-7-79-192-7 | Sogenannter Parallelhof |
| Hauptstraße 12 (Standort)  | Katholische Pfarrkirche St. Georg | Saalbau mit eingezogenem, dreiseitig geschlossenem Chor mit Strebepfeilern, Turm mit Oktogon und Spitzhelm und östlich anschließendem Sakristeianbau, Turmunterbau und Chor gotisch, 14./15. Jahrhundert, Turmoktogon 2. Hälfte 17. Jahrhundert, Sakristeianbau, 1. Hälfte 18. Jahrhundert, 1938/39 Neubau des Schiffs; mit Ausstattung | D-7-79-192-8 | weitere Bilder          |
| Hauptstraße 16 (Standort)  | Ehemaliges Pfarrhaus              | zweigeschossiger Satteldachbau mit Putzgliederung und geschweiftem Giebelaufsatz, wohl Anfang 18. Jahrhundert. | D-7-79-192-9 | Ehemaliges Pfarrhaus    |